# Hal Young
Hal Young (1890) è stato un direttore della fotografia britannico che lavorò negli USA e nel Regno Unito.
Esordì nel cinema in Madame Butterfly. Il film, interpretato da Mary Pickford e girato nel 1915 da Sidney Olcott, fu prodotto dalla Famous Players Film Company, compagnia per la quale Young lavorò negli anni seguenti.
Negli anni venti, Young collaborò con Alfred Hitchcock: fu direttore della fotografia de Il peccato della puritana diretto da Graham Cutts, uno dei primi film cui prese parte un giovane Hitchcock di poco più di vent'anni. Con il regista, Young lavorò in uno dei suoi film più noti del "periodo inglese", Il pensionante.

## Filmografia
- Madame Butterfly, regia di Sidney Olcott (1915)
- Diplomacy, regia di Sidney Olcott (1916)
- The Dark Silence, regia di Albert Capellani (1916)
- The Foolish Virgin, regia di Albert Capellani (1916)
- The Common Law, regia di Albert Capellani (1916)
- The Rise of Susan, regia di Stanner E.V. Taylor (1916)
- The Price She Paid, regia di Charles Giblyn (1917)
- The Easiest Way, regia di Albert Capellani (1917)
- Scandal, regia di Charles Giblyn (1917)
- The Studio Girl, regia di Charles Giblyn (1918)
- Sunshine Nan, regia di Charles Giblyn (1918)
- At the Mercy of Men, regia di Charles Miller (1918)
- Let's Get a Divorce, regia di Charles Giblyn (1918)
- Love's Conquest, regia di Edward José (1918)
- Fedora, regia di Edward José (1918)
- Private Peat, regia di Edward José (1918)
- A Woman of Impulse, regia di Edward José (1918)
- Mio cugino (My Cousin), regia di Edward José (1918)
- Here Comes the Bride, regia di John S. Robertson (1919)
- The Two Brides, regia di The Two Brides (1919)
- Let's Elope, regia di John S. Robertson (1919)
- Fires of Faith, regia di Edward José (1919)
- Come Out of the Kitchen, regia di John S. Robertson (1919)
- Girls, regia di Walter Edwards (1919)
- The Witness for the Defense, regia di George Fitzmaurice (1919)
- Widow by Proxy, regia di Walter Edwards (1919)

- Fata di bambole (Anne of Green Gables), regia di William Desmond Taylor (1919)
- The Amateur Wife, regia di Edward Dillon (1920)
- Easy to Get, regia di Walter Edwards (1920)
- Civilian Clothes, regia di Hugh Ford (1920)
- The Call of Youth, regia di Hugh Ford (1921)
- Heedless Moths, regia di Robert Z. Leonard (1921)

- The Mystery Road, regia di Paul Powell (1921)
- Burn 'Em Up Barnes, regia di George Beranger (1921)

- Fox Farm, regia di Guy Newall (1922)

- Il peccato della puritana (The Prude's Fall), regia di Graham Cutts (1924)
- The Triumph of the Rat, regia di Graham Cutts (1926)
- The Rat, regia di Graham Cutts (1925)
- Il pensionante o L'inquilino (The Lodger), regia di Alfred Hitchcock (1927)

- Giglio infranto (Broken Blossoms), regia di Hans Brahm (John Brahm) (1936)